# Champions Trophy mannen 2018
De 37ste en laatste editie van de Champions Trophy hockey werd gehouden van 23 juni tot en met 1 juli 2018 in Breda, Nederland.

## Geplaatste teams
Voor deelname plaatsen zich het gastland, de wereldkampioen, de winnaar van de World League, de olympisch kampioen en de winnaar van de vorige Champions Trophy. De FIH wijst de overige deelnemers aan.
- Argentinië (olympisch kampioen)
- Australië (wereldkampioen 2014, winnaar Champions Trophy 2016, winnaar Hockey World League 2016-17)
- België (aangewezen door de FIH)
- India (aangewezen door de FIH)
- Nederland (gastland)
- Pakistan (aangewezen door de FIH)

## Resultaten

### Groepsfase
Alle 6 de deelnemende landen werden in 1 groep geplaatst, de nummers 1 en 2 plaatsten zich voor de finale, de nummers 3 en 4 voor de troostfinale en de nummers 5 en 6 streden om de vijfde plaats.
| Pos | Team       | GS | W | G | V | DV | DT | DS | Ptn |
| --- | ---------- | -- | - | - | - | -- | -- | -- | --- |
| 1   | Australië  | 5  | 3 | 1 | 1 | 13 | 10 | +3 | 10  |
| 2   | India      | 5  | 2 | 2 | 1 | 10 | 6  | +4 | 8   |
| 3   | Nederland  | 5  | 2 | 1 | 2 | 13 | 7  | +6 | 7   |
| 4   | Argentinië | 5  | 2 | 1 | 2 | 8  | 10 | -2 | 7   |
| 5   | België     | 5  | 1 | 3 | 1 | 10 | 13 | -3 | 6   |
| 6   | Pakistan   | 5  | 1 | 0 | 4 | 7  | 15 | -8 | 3   |

### Plaatsingswedstrijden
5e/6e plaats
| 1 juli 2018 11:30 UTC+2 |                         |                     |                                                      |
| België                  | 2-2 (2-1 na shoot-outs) | Pakistan            | Scheidsrechters: Germán Montes de Oca Coen van Bunge |
| 27' Boon 34' van Aubel  | Verslag                 | 16' Shan 60' Arshad | Scheidsrechters: Germán Montes de Oca Coen van Bunge |

3e/4e plaats
| 1 juli 2018 13:45 UTC+2     |         |            |                                             |
| Nederland                   | 2-0     | Argentinië | Scheidsrechters: Federico García Bruce Bale |
| 47' Hertzberger 54' Pruyser | Verslag |            | Scheidsrechters: Federico García Bruce Bale |

Finale
| 1 juli 2018 16:00 UTC+2 |                         |            |                                                     |
| Australië               | 1-1 (3-1 na shoot-outs) | India      | Scheidsrechters: Gareth Greenfield Christian Blasch |
| 24' Govers              | Verslag                 | 42' Prasad | Scheidsrechters: Gareth Greenfield Christian Blasch |

Mannen:
Lahore 1978 ·
Karachi 1980 ·
Karachi 1981 ·
Amstelveen 1982 ·
Karachi 1983 ·
Karachi 1984 ·
Perth 1985 ·
Karachi 1986 ·
Amstelveen 1987 ·
Lahore 1988 ·
Berlijn 1989 ·
Melbourne 1990 ·
Berlijn 1991 ·
Karachi 1992 ·
Kuala Lumpur 1993 ·
Lahore 1994 ·
Berlijn 1995 ·
Chennai 1996 ·
Adelaide 1997 ·
Lahore 1998 ·
Brisbane 1999 ·
Amstelveen 2000 ·
Rotterdam 2001 ·
Keulen 2002 ·
Amstelveen 2003 ·
Lahore 2004 ·
Chennai 2005 ·
Barcelona 2006 ·
Kuala Lumpur 2007 ·
Rotterdam 2008 ·
Melbourne 2009 ·
Mönchengladbach 2010 ·
Auckland 2011 ·
Melbourne 2012 ·
Bhubaneswar 2014 ·
Londen 2016 ·
Breda 2018
Vrouwen:
Amstelveen 1987 ·
Frankfurt 1989 ·
Berlijn 1991 ·
Amstelveen 1993 ·
Mar del Plata 1995 ·
Berlijn 1997 ·
Brisbane 1999 ·
Amstelveen 2000 ·
Amstelveen 2001 ·
Macau 2002 ·
Sydney 2003 ·
Rosario 2004 ·
Canberra 2005 ·
Amstelveen 2006 ·
Quilmes 2007 ·
Mönchengladbach 2008 ·
Melbourne 2009 ·
Nottingham 2010 ·
Amstelveen 2011 ·
Rosario 2012 ·
Mendoza 2014 ·
Londen 2016 ·
Changzhou 2018